# Лёвманн, Кристина

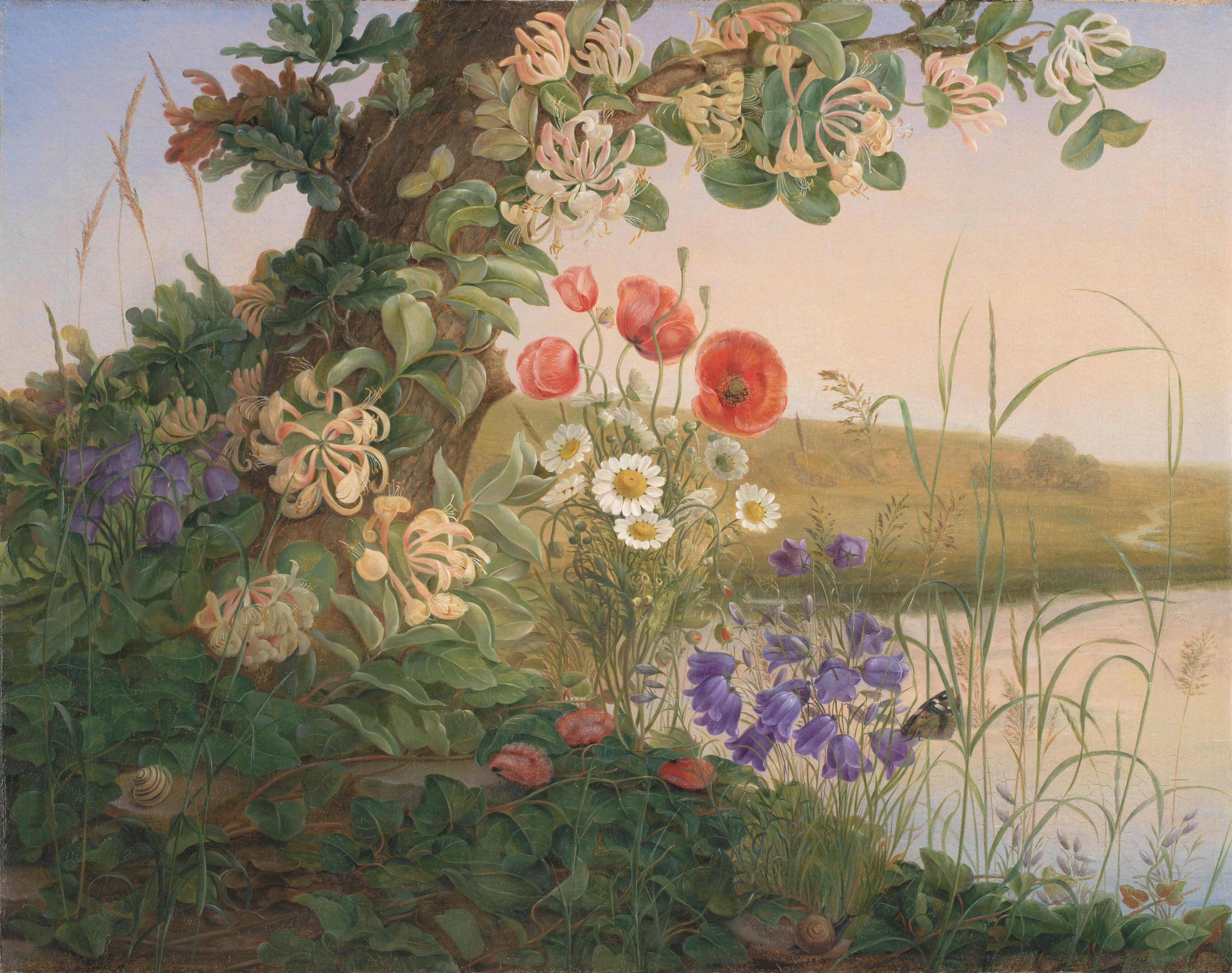
Цветочный участок (Blomsterstykke), 1841

Кристина Мария Лёвманн (дат. Christine Marie Løvmand; 19 марта 1803, Копенгаген — 10 апреля 1872, там же) — датская художница, известная своими картинами с цветами и натюрмортами. Она была одной из немногих женщин того времени, получивших признание как художник.

## Биография

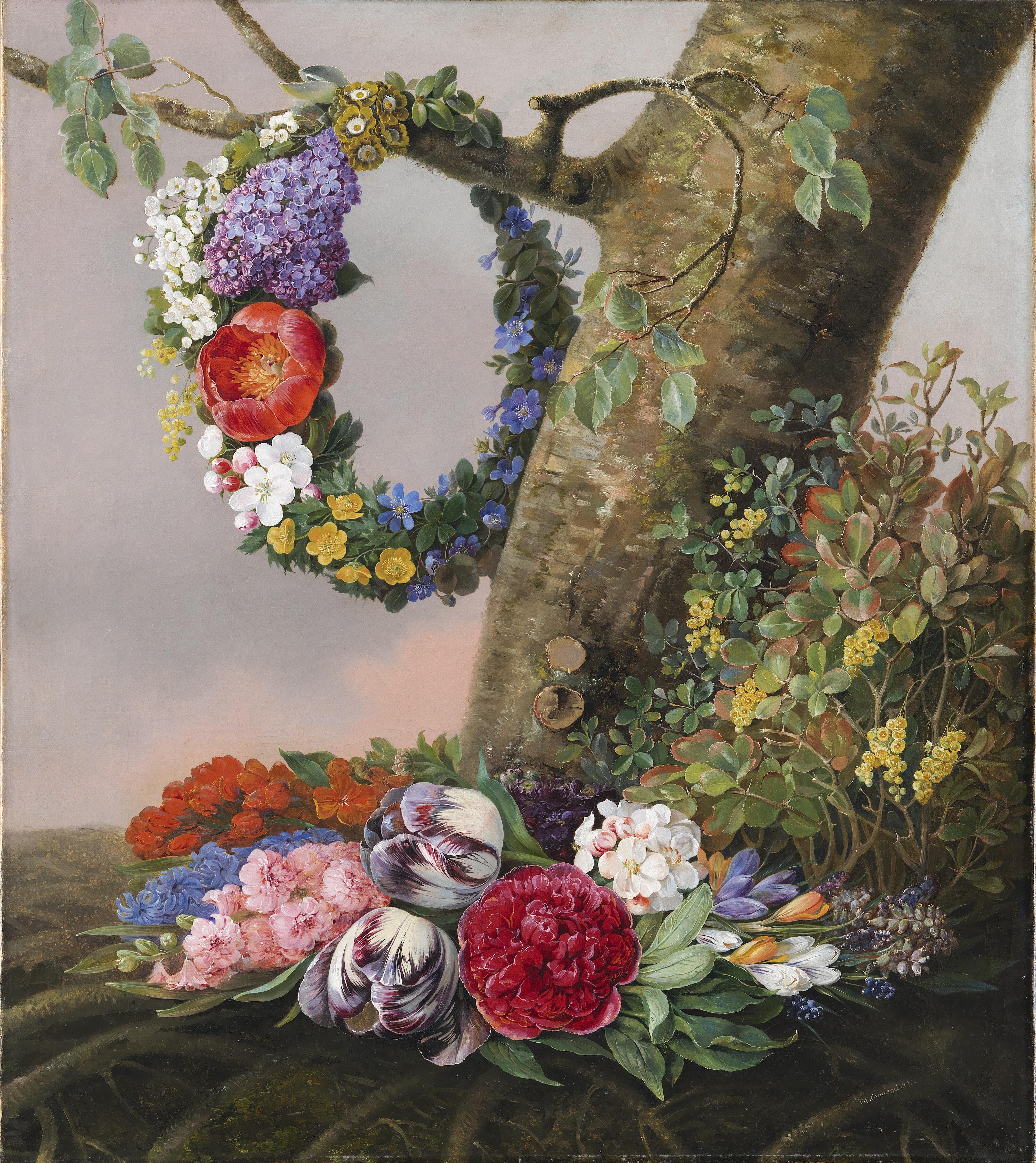
Букет цветов у подножия дерева (En buket blomster ved foden af et træ)

В детстве Кристина Лёвманн помогала своей больной матери воспитывать пятерых её детей. Когда в 1826 году скончался её отец, она решила упорно трудиться, чтобы содержать семью. С 1824 года Кристина и её сестра Фредерикка начали брать уроки живописи и рисования у художника Иоганна Людвига Камрадта, специализировавшегося на цветочных натюрмортах. В 1827 году работы обеих сестёр были представлены на Шарлоттенборгской весенней выставке. С 1831 по 1834 год Кристина числилась среди учениц художника Кристоффера Вильхельма Эккерсберга. Занятия проходили по воскресеньям, вероятно, потому, что профессор не мог пригласить её на свои занятия со студентами-мужчинами.
Кристина Лёвманн относится к числу немногих женщин-художниц Золотого века Дании. Излюбленными темами в её живописи были цветы и фрукты. Первое официальное признание она получила в 1827 году, когда Королевская коллекция в первый раз приобрела одну из её картин. В 1842 году Лёвманн была удостоена стипендии от короля Кристиана VIII, которая позволила ей учиться в Германии. В 1846 году она сама смогла оплатить себе короткую учебную поездку в Париж. Лёвманн как-то призналась, что учебные поездки расширили её понимание искусства, но мало повлияли на её собственную живопись.
В течение длительного времени она занималась обучением живописи девушек, проходившем в её собственном доме. Среди её учеников были актриса Йоханна Луиза Хейберг, писательница Бенедикт Арнесен Калль и её двоюродная сестра Элеонора Чернинг, также ставшая успешной художницей.
Кристина Лёвманн скончалась 10 апреля 1872 года и была похоронена на кладбище Ассистенс в Копенгагене.